# Poloostrovní Španělsko

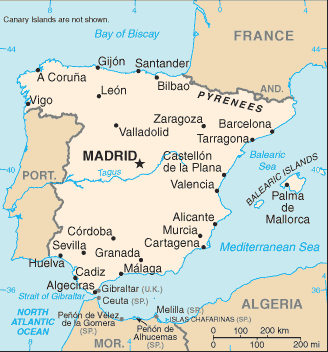
Mapa poloostrovního Španělska

Poloostrovní Španělsko označuje tu část španělského území, která se nachází na Pyrenejském poloostrově, tedy nezahrnuje ostatní části Španělska: Kanárské ostrovy, Baleáry, Ceutu, Melillu a několik ostrůvků a skalních útesů u pobřeží Maroka, které jsou obecně známé jako plazas de soberanía (místa suverenity). Ve Španělsku je většinou známá jednoduše jako „la Península“. Na severu má pozemní hranice s Francií a Andorrou; na západě s Portugalskem; a na jihu s britským územím Gibraltar.
Mnoho obyvatel poloostrovního Španělska má tendenci odkazovat na tento region jako na Španělsko jako celek, bez ohledu na ostatní výše zmíněná území.

## Charakteristika
Poloostrovní Španělsko má rozlohu 492 175 km² a v roce 2013 mělo 43 731 572 obyvatel. Nachází se zde 15 španělských autonomních společenství.
Vzhledem k tomu, že zabírá centrální část Španělska, má mnohem větší zdroje a lepší vnitřní a vnější komunikaci než jiné části země. K nápravě této nerovnováhy dostávají španělští obyvatelé mimo poloostrov státní příspěvek na dopravu na poloostrov a z něj.
Toto jsou obce s nejvyšším počtem obyvatel:
1. Madrid 3 207 247
2. Barcelona 1 611 822
3. Valencie 792 303
4. Sevilla 700 169
5. Zaragoza 682 004
6. Málaga 568 479
7. Murcia 438 246
8. Bilbao 349 356
9. Alicante 335 052
10. Córdoba 328 704